# Sinhá Moça (filme)
Sinhá Moça é um filme brasileiro de 1953, do gênero drama histórico, dirigido pelo britânico Tom Payne para a Companhia Cinematográfica Vera Cruz. O roteiro, escrito a várias mãos, incluindo a própria autora do romance, Maria Dezonne Pacheco Fernandes, é baseado em sua obra homônima publicada em 1950.
Ambientado no interior da Província de São Paulo em 1888, às vésperas da Abolição da Escravatura, o filme aborda as tensões sociais e políticas da época através da história de uma jovem de família escravocrata que se apaixona por um advogado abolicionista. A produção se destacou pela sua qualidade técnica, pelas atuações e pela relevância do tema, conquistando diversos prêmios nacionais e internacionais, incluindo menções honrosas nos festivais de Veneza e Berlim.
As filmagens de exteriores ocorreram na cidade de Salto, no interior paulista, enquanto a Casa da Fazenda do Morumbi, localizada no bairro do Morumbi em São Paulo, serviu como locação para a casa sede da fazenda retratada no filme.

## Enredo
No ano de 1888, em uma pequena cidade do interior paulista, a jovem Sinhá Moça (Eliane Lage), filha do poderoso Coronel Ferreira, Barão de Araruna (José Soares, embora Anselmo Duarte interprete Rodolfo - necessário checar elenco para o Barão, no código original Anselmo Duarte é Rodolfo), retorna da capital após concluir seus estudos. Ela traz consigo ideias abolicionistas que entram em choque direto com as convicções escravocratas de seu pai, um ferrenho defensor da manutenção da escravidão.
Na mesma cidade atua o Dr. Rodolfo Fontes (Anselmo Duarte), um jovem advogado e jornalista que, secretamente, lidera um movimento pela libertação dos escravos, auxiliando em fugas e publicando artigos inflamados contra o sistema. Sinhá Moça e Rodolfo se apaixonam, mas o relacionamento é dificultado pelas divergências ideológicas e pela oposição do Barão.
Paralelamente, se desenrola o drama dos escravizados da fazenda, como a mucama Balbina, conhecida como Sá Bina (Ruth de Souza), e o escravo Justino (Henricão), que sofrem com a crueldade do sistema e anseiam pela liberdade. Frei José (Eugênio Kusnet) é outra figura importante na trama, um religioso que apoia a causa abolicionista e tenta mediar os conflitos.
Em meio a intrigas políticas, romances proibidos e a crescente tensão social, a luta pela abolição se intensifica, culminando em confrontos que colocarão os personagens em situações limite, espelhando o momento histórico crucial que o Brasil vivia.

## Produção
"Sinhá Moça" foi uma das grandes apostas da Companhia Cinematográfica Vera Cruz, que buscava consolidar-se com produções de fôlego, capazes de retratar temas relevantes da história e cultura brasileiras com alto padrão técnico. A adaptação do romance de Maria Dezonne Pacheco Fernandes, que já era um sucesso literário, oferecia um material rico em drama, romance e crítica social.
A direção de Tom Payne, cineasta britânico com experiência internacional, foi crucial para imprimir ao filme um apuro visual e uma narrativa envolvente, adequada aos padrões que a Vera Cruz almejava. O roteiro contou com a colaboração da própria autora do romance, o que, teoricamente, garantiria maior fidelidade à obra original, embora adaptações cinematográficas sempre envolvam reinterpretações.
A escolha das locações foi fundamental para a ambientação histórica. A cidade de Salto, com sua arquitetura preservada, e a imponente Casa da Fazenda do Morumbi conferiram autenticidade aos cenários do século XIX. A direção de arte e os figurinos também foram cuidadosamente elaborados, resultando em prêmios de cenografia para João Maria dos Santos. O desafio de recriar um período histórico complexo, com suas nuances sociais e visuais, foi um dos grandes méritos da produção.

## Elenco Principal
- Eliane Lage como Sinhá Moça (Cândida Ferreira)
- Anselmo Duarte como Dr. Rodolfo Garcia Fontes
- Ruth de Souza como Sá Bina (Balbina)
- Eugênio Kusnet como Frei José
- Marina Freire como Clara
- Henricão como Justino
- João da Cunha como Fulgêncio[5]
- Abílio Pereira de Almeida como Promotor
- Renato Consorte como Mestre-Escola
- José Soares como Coronel Ferreira, Barão de Araruna[1]
- Lima Netto como Bentinho
- Ricardo Campos como Ricardo (rapaz da cidade)

## Música
A trilha sonora de "Sinhá Moça" foi composta por Francisco Mignone, um dos mais renomados compositores eruditos brasileiros do século XX. Mignone criou uma partitura que sublinha a dramaticidade das cenas, evoca a atmosfera da época e contribui para a construção emocional da narrativa. A música no filme desempenha um papel importante ao acentuar os momentos de tensão, romance e luta social, dialogando com a grandiosidade da produção e os temas abordados.

## Lançamento e Recepção
Lançado em 11 de maio de 1953, "Sinhá Moça" obteve uma recepção expressiva tanto do público quanto da crítica brasileira. A temática relevante, a qualidade da produção e as atuações, especialmente de Eliane Lage e Ruth de Souza (que recebeu prêmios por seu papel), foram amplamente elogiadas.
O filme transcendeu as fronteiras nacionais, sendo selecionado e premiado em importantes festivais internacionais, como Veneza e Berlim. Esse reconhecimento internacional foi de grande importância para a Vera Cruz, reforçando seu prestígio e suas ambições de inserir o cinema brasileiro no cenário mundial. O prêmio no Festival de Havana, destacando o tema social do filme, também ressaltou a capacidade da obra de dialogar com questões universais de justiça e liberdade.

## Prêmios
O filme acumulou um número significativo de prêmios, atestando sua qualidade e impacto:
- Festival de Veneza (1954)
  - Leão de Bronze (Menção Honrosa Especial do Júri por sua qualidade e pelo conjunto da obra da Vera Cruz apresentada no festival)

- Festival Internacional de Cinema de Berlim (1954)
  - Urso de Prata (Prêmio Especial do Senado de Berlim por sua representação de um tema social relevante)

- Festival de Havana (1954)
  - Melhor Filme do Ano pelo Tema Social

- Prêmio Governador do Estado de São Paulo (1953)
  - Melhor Coadjuvante Masculino (Eugênio Kusnet, João da Cunha e Ricardo Campos)
  - Melhor Cenografia (João Maria dos Santos)

- Associação Brasileira de Cronistas Cinematográficos (1953)
  - Melhor Cenografia (João Maria dos Santos)

- Prêmio Saci (1953)
  - Melhor Produtor (Edgar Batista Pereira, pela Vera Cruz)
  - Melhor Atriz (Eliane Lage)
  - Melhor Atriz Secundária (Ruth de Souza)

- Prêmio O Índio (1953) da revista Jornal de Cinema
  - Melhor Ator Secundário (Henricão)
  - Melhor Atriz Secundária (Ruth de Souza)
  - Melhor Cenografia (João Maria dos Santos)

- Festival de Punta del Leste (1954)
  - Prêmio Ofício Católico do Cinema (OCIC)

## Temas e Análise
"Sinhá Moça" é uma obra rica em temáticas que refletem um momento crucial da história do Brasil:
- Abolicionismo e Escravidão: Este é o tema central, retratando a luta pela libertação dos escravos e a resistência dos setores escravocratas da sociedade. O filme expõe a crueldade do sistema escravista e a urgência da causa abolicionista.
- Conflito de Gerações e Ideologias: O embate entre Sinhá Moça e seu pai, o Barão, simboliza o choque entre as novas ideias progressistas e o conservadorismo arraigado da elite agrária.
- Justiça Social e Direitos Humanos: A narrativa defende valores de justiça social e denuncia a desumanização imposta pela escravidão, ecoando debates contemporâneos sobre direitos humanos.
- O Papel da Mulher: Sinhá Moça representa uma figura feminina forte e à frente de seu tempo, que desafia as convenções sociais e o autoritarismo paterno em nome de seus ideais e de seu amor.
- Representação do Negro: O filme deu destaque a atores negros como Ruth de Souza e Henricão, cujas atuações foram premiadas, trazendo para o centro da narrativa as experiências e a humanidade dos personagens escravizados, embora dentro das limitações e convenções da época.[8]
- Adaptação Literária: A transposição do romance para o cinema levanta discussões sobre as fidelidades e liberdades da adaptação, e como a linguagem cinematográfica reinterpreta a obra original.

## Legado
"Sinhá Moça" consolidou-se como um dos filmes mais importantes da Companhia Cinematográfica Vera Cruz e um clássico do cinema brasileiro. Sua relevância reside não apenas em suas qualidades técnicas e artísticas, mas também na coragem de abordar um tema tão sensível e fundamental da história nacional. O filme contribuiu para o reconhecimento internacional do cinema brasileiro nos anos 1950 e influenciou produções posteriores que buscaram retratar o passado histórico do país.
A interpretação de Ruth de Souza como Sá Bina é particularmente lembrada como um marco na representação de personagens negras no cinema brasileiro, conferindo dignidade e força à sua personagem. O sucesso do filme e a permanência de sua temática inspiraram outras adaptações do romance para a televisão, que também alcançaram grande popularidade.

## Adaptações para a Televisão
O romance "Sinhá-Moça" de Maria Dezonne Pacheco Fernandes foi adaptado duas vezes para a televisão em formato de telenovela pela Rede Globo:
- Sinhá Moça (1986): Primeira adaptação televisiva, escrita por Benedito Ruy Barbosa e protagonizada por Lucélia Santos como Sinhá Moça e Marcos Paulo como Rodolfo.
- Sinhá Moça (2006): Remake da telenovela de 1986, também escrita por Benedito Ruy Barbosa (com colaboração de suas filhas Edmara e Edilene Barbosa), com Débora Falabella e Danton Mello nos papéis centrais.

Ambas as telenovelas foram grandes sucessos de audiência, demonstrando a força duradoura da história e de seus personagens.